# Dominique Roman
Dominique Roman (18. dubna 1824 Arles – 4. ledna 1911 tamtéž) byl francouzský fotograf.

## Životopis
Dominique Roman, zpočátku pozlacovač (1844-1846), poté sklenář (1851), se koncem 50. let 19. století věnoval fotografii.
Zaměřoval se na fotografování antických památek, které vydal ve formě alba, které nabídl magistrát Arles Napoleonovi III. a císařovně Eugénii při jejich návštěvě tohoto města v roce 1860. Následující rok Dominique Roman představil několik stejných pohledů na výstavě Francouzské společnosti fotografie. Tuto sbírku doplnil pohledy na hlavní památky okolních měst: Montmajour, les Baux, Saint-Rémy, Tarascon, Avignon, Orange, Beaucaire, Nîmes, Saint-Gilles, les Saintes-Maries-de-la-Mer, Aix, Saint-Chamas. Francouzská fotografická společnost je znovu vystavila v roce 1863. Jeho fotografie získaly čestné uznání na Světové výstavě v roce 1862 a Světové výstavě v roce 1867. Fotografa si šiml Henri Antoine Révoil, architekt historických památek, který v roce 1877 pověřil Dominiqua Romana, aby detailně vyfotografoval portály Saint-Trophime a Saint-Gilles.
Dominique Roman byl zapojen do místní politiky v Arles mezi 1871 a 1885, kde byl obecním radním. Zdravotní důvody ho donutily odstoupit.

## Fotografická práce
Inspiroval se svým starším Édouardem Baldusem, ke kterému je často přirovnáván, a stejně jako on praktikoval sestavování negativů, aby obnovil monumentalitu místa. Oslavuje Provence, její římské či středověké památky inspirované antikou a potvrzuje, stejně jako spisovatel Frédéric Mistral, svého současníka, provensálskou identitu.

## Publikace
- 1860: Album photographique des monuments du Midi de la France
- 1862: Album du Musée lapidaire d'Arles

## Sbírky
- Muzeum Arlaten : v roce 1898 poskytl první dar 48 fotografií tomuto muzeu v Arles, které dokončil v letech 1901 a 1905.[3]
- Mediální knihovna architektury a dědictví v pařížském regionu uchovává významný soubor tisků tohoto fotografa.
- Francouzská fotografická společnost[4]

## Výstavy
- 4. července – 31. srpna 1997. Dominique Roman, 1824-1911 : objektivní Provence, Museon Arlaten
- 15. září - 14. prosince 2014. Antik Le Midi. Fotografie a historické památky. 1840-1880, Arles starožitné katedrové muzeum

## Veřejné prodeje
- 10. října 2003: vente Trajan de la collection Benarroche - Catalogue, page 60 - Arles, place de la République (vers 1855): estimation 10 000 / 20 000 €.
- 16. listopadu 2004: vente 9964 consacrée aux photographes du XIXe et XXe siècle (Londres, South Kensington): les Arènes d'Arles, probablement de Dominique Roman, vers 1855 (estimation: £2 000-3 000)

## Galerie

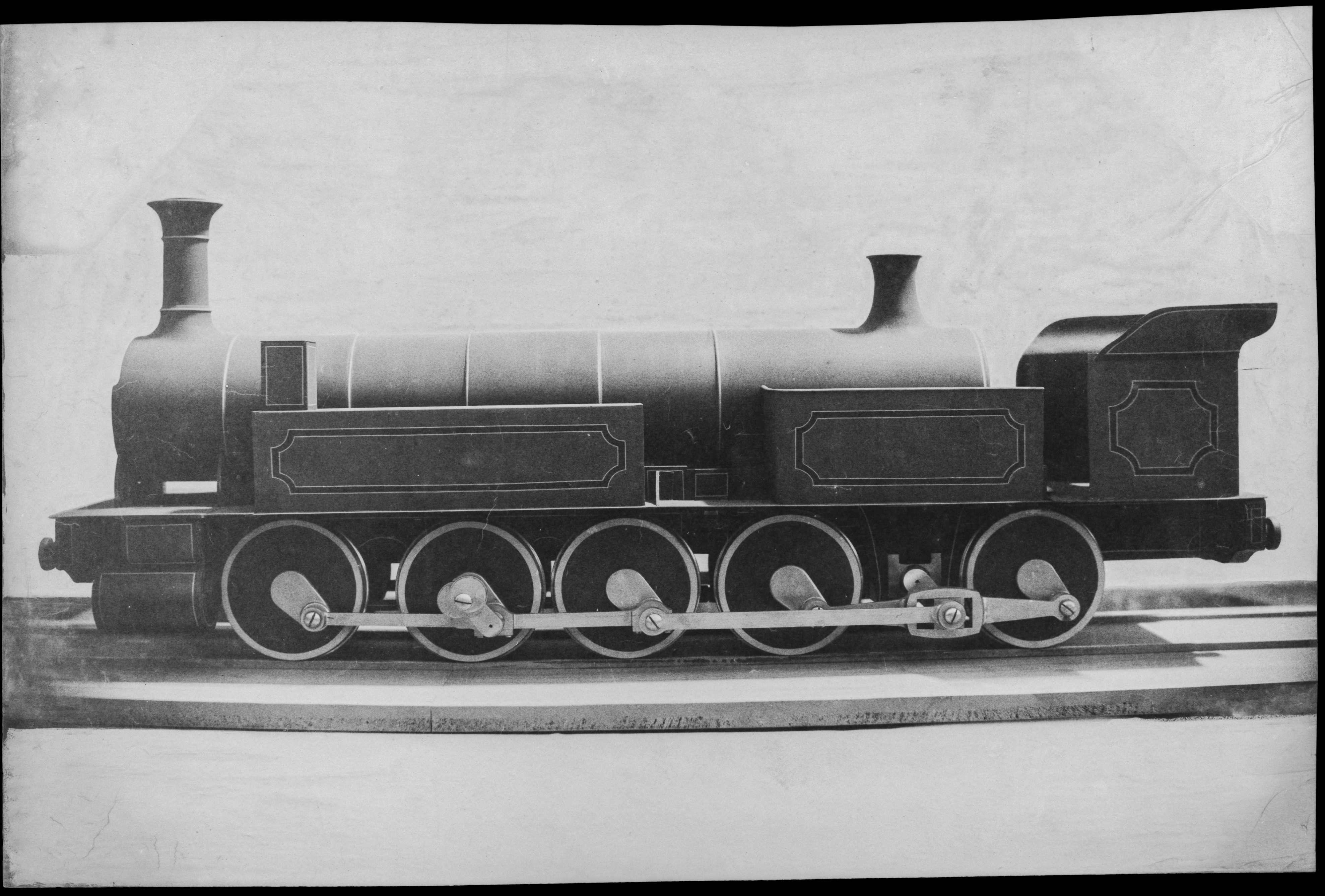
Model lokomotivy P.L.M., asi 1855
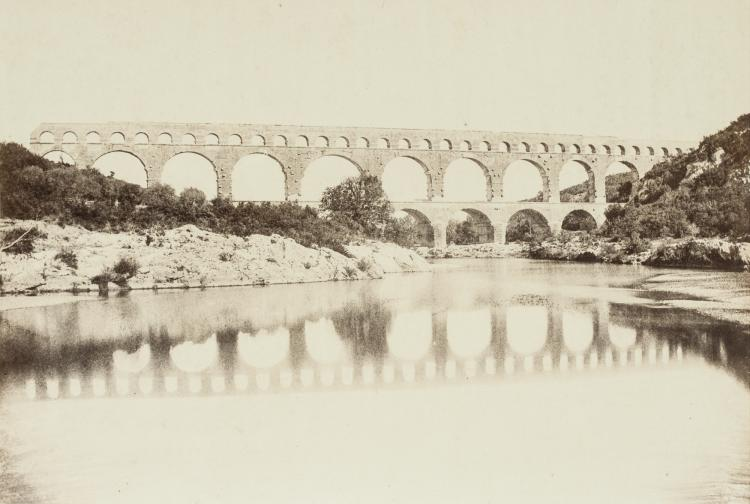
Pont du Gard, asi 1860
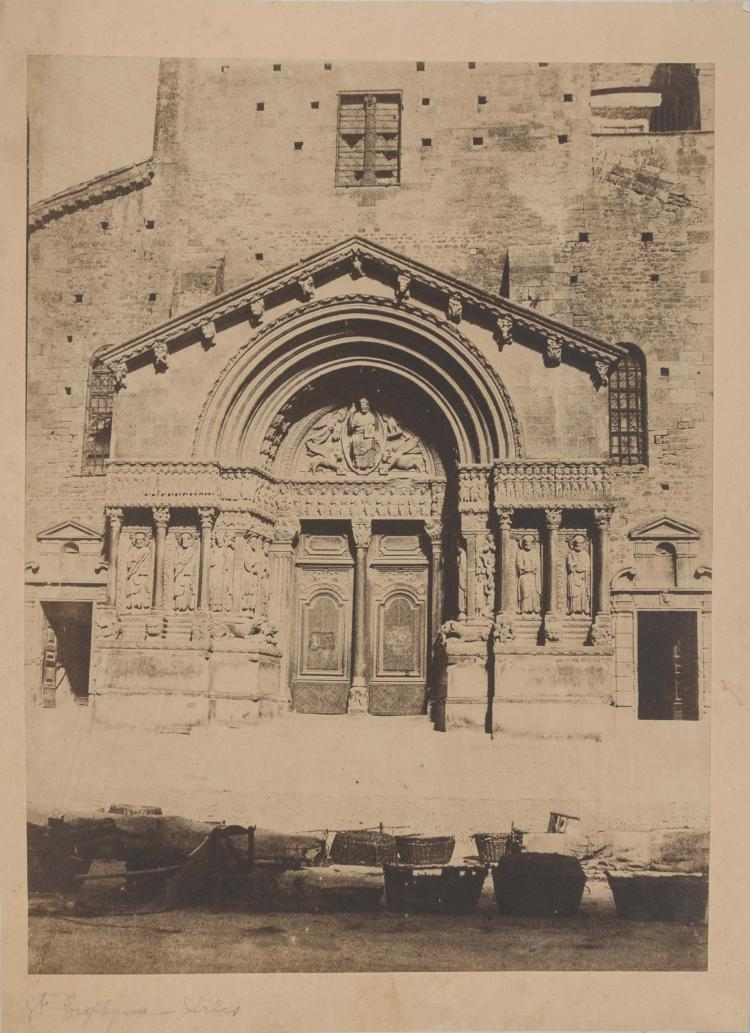
Portál Saint-Trophime, 1870